# Achille Maffre de Baugé
Achille Maffre de Baugé (Marseillan, 16 marzo 1855 – 1928) è stato un poeta francese, in lingua occitana.

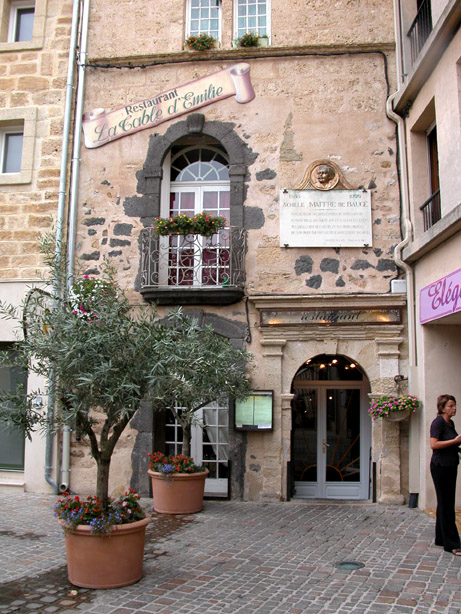
La casa in cui Achille Maffre de Baugé è nato.

Era amico di Frédéric Mistral vincitore del Premio Nobel per la letteratura nel 1904.
La sua opera più nota è Dièzes et Bémols (1873) (la sua prima raccolta di versi) e Terre d'Oc (1908). Era un collaboratore della rivista mensile Chimère, della quale vennero pubblicati una ventina di numeri, alcuni dei quali andati perduti.